# 7330 Annelemaître
A 7330 Annelemaitre (ideiglenes jelöléssel 1985 TD) egy marsközeli kisbolygó. Edward L. G. Bowell fedezte fel 1985. október 15-én.